# 木垒河

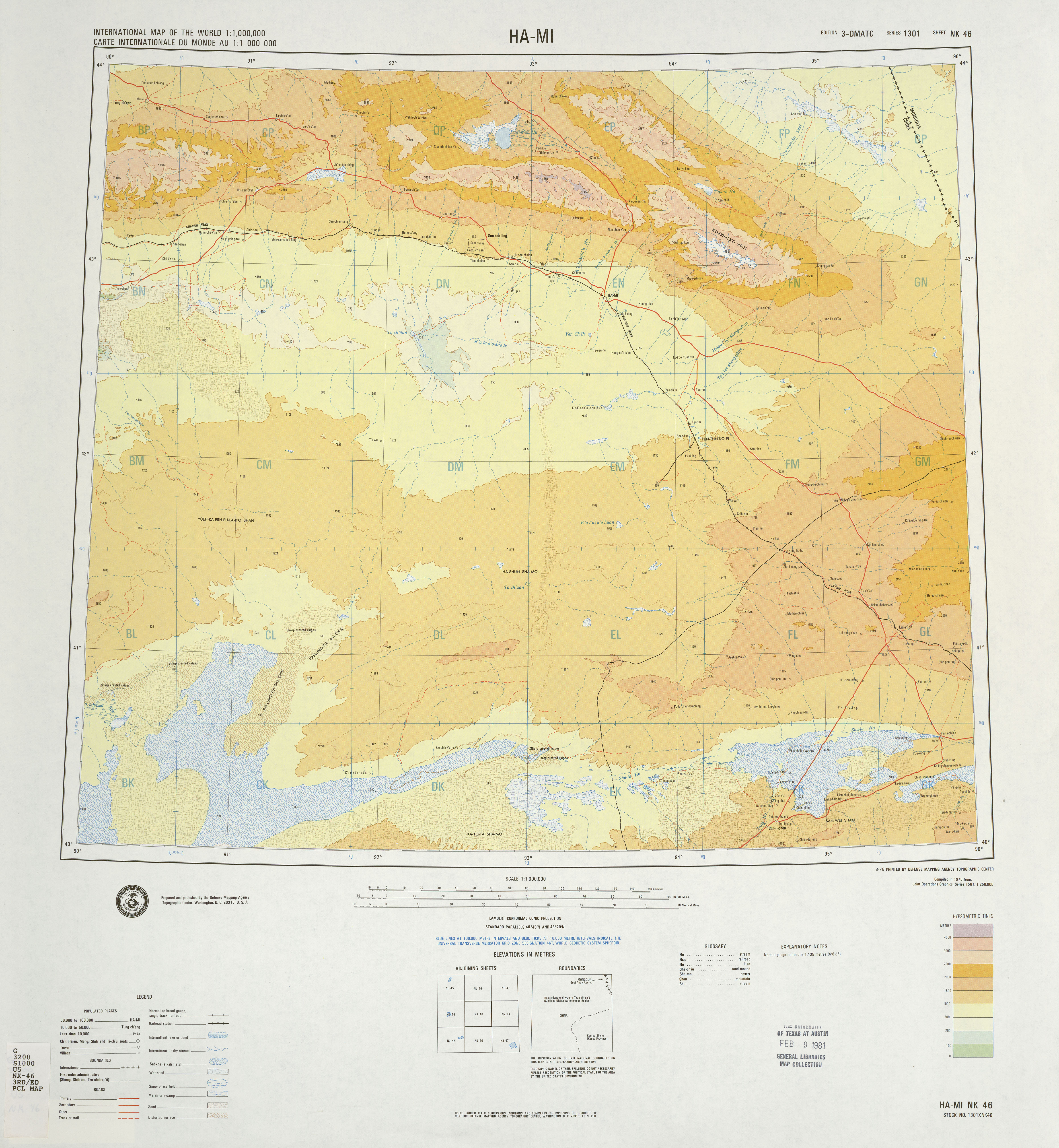
哈密地区的地图，木垒县（Mu lei）位于图中左上角，木垒左侧河道即为木垒河。

木垒河也称大河坝河，流经中华人民共和国新疆维吾尔自治区昌吉回族自治州木垒哈萨克自治县西南部地区的一条河流，发源于天山山脉博格达山侬勒克达坂，蜿蜒向北流经干沟口水电站和三眼泉水库，在出山口处注入龙王庙水库，出库后继续向北流经木垒县城西郊，余水渗失于冲洪积平原中下部。山口以上河长34千米，流域面积467平方千米，年均径流量约0.451亿立方米。